# Холтон (Канзас)
Холтон (енгл. Holton) град је у америчкој савезној држави Канзас.

## Демографија
По попису из 2010. године број становника је 3.329, што је 24 (-0,7%) становника мање него 2000. године.
| Група             | 2000.         | 2010.         |
| Белци             | 3.094 (92,3%) | 2.925 (87,9%) |
| Афроамериканци    | 38 (1,1%)     | 37 (1,1%)     |
| Азијати           | 7 (0,2%)      | 21 (0,6%)     |
| Хиспаноамериканци | 73 (2,2%)     | 163 (4,9%)    |
| Укупно            | 3.353         | 3.329         |